# عثة برتقالية
عثة برتقالية أو أنجرونة الخوخ (الاسم العلميAngerona prunaria)، حشرة وحيدة الطراز من الأرفيات وتبة حرشفيات الأجنحة. موطنها بعض أصقاع حوض البحر الابيض المتوسط والأقاليم الداخلية المتاخمة، وفي اليابان.

## الوصف
فراشتها جارسة قوتها رحيق الازهار. سرفتها خاضلة قوتها أوراق الخوخ البري وسائر الورديات. جسمها متوسط القد يطول من 15 إلى 17 مم. بسطتها تراوح من 48 إلى 52. رأسها معتدل الجرم، برتقالي اللون. عيناها كبيرتان ناشزتان. زباناها مشعليان مزدوجان عند الذكر، وإلى المغرة الصفراء المواج عند الانثى. روشناها الاماميان إلى البرتقالي المشيط بالأكلف عند الذكر وإلى المغرة الصفراء المواج عند الأنثى. رشناها الخلفيان كالأماميان. أهدابها إلى الشقحة. لها جيل واحد في الحول. تظهر الفراشة في أيار وتبقى حتى تموز. تسرح في الليل. تسافد بعد ظهورها بنحو ستة أسابيع. تمتح المكن لطخًا تغلفها مادة غروية تثبتها في مكانها. السرفة عند الأدراك التام تطول نحو 34 مم. جسمها لسطواني الشكل تعلوه ثلاثة أزواج من الثعول المتقابلة. ثوبها يماتن الموقع وهو غالبًا بلون الاغصان. رأسها وثعولها إلى السمرة القاتمة. طور الإكمال الذي يستمر نحو 15 يومًا ينقضي ضمن صلنجة تحبكها السرفة بين ورقتين أو عدة أوراق تجمعها إلى بعضها.